# 余尧弼
余尧弼（?—?），字致动，宋朝饶州上饶县（今江西省上饶市）人，宋高宗时参知政事。
宋徽宗政和年间中进士。官至殿中侍御史。绍兴十八年（1148年）余尧弼自御史中丞转任签书枢密院事，兼权参知政事。绍兴二十年（1150年）二月，拜为参知政事。余尧弼作为贺使前赴金朝，祝贺完颜亮即位。绍兴二十一年（1151年）十一月，右谏议大夫章夏、侍御史林大鼐太和余尧弼倾邪奸险，朝廷有大议，默而不言，于是请贬谪他来澄清政治，余尧弼请求担任奉祠。于是改为资政殿学士，提举江州太平兴国宫。